# KR Reykjavík
Knattspyrnufélag Reykjavíkur is een IJslandse omnisportvereniging uit de westelijke wijk Vesturbær van de hoofdstad Reykjavik. In het land is de club beter bekend onder de naam KR. De sporten die bij de club beoefend worden zijn badminton, basketbal, bowlen, handbal, skiën, tafeltennis, voetbal, worstelen en zwemmen. De clubkleuren zijn zwart-wit. 

## Geschiedenis

### Voetbalafdeling
KR werd in 1899 opgericht als Fótboltafélag Reykjavíkur en is daarmee de oudste van het land. Kort daarna werd de huidige naam aangenomen.
De eerste landstitel won men in 1912 met een competitie met twee andere clubs, Fram en ÍBV. Daarna werd KR nog 26 keer landskampioen, waarvan de laatste keer in 2013. Ook de eerste beker van IJsland werd door KR binnen gehaald en de club was ook de eerste IJslandse club die Europees voetbal speelde, in 1964 tegen Liverpool FC (wat ook voor Liverpool de eerste Europese wedstrijd was).
In 1968 won de club de twintigste titel en het zou 31 jaar duren vooraleer de volgende titel, in 1999, behaald werd. In 1977 degradeerde de club naar de tweede klasse. De club kon echter snel terugkeren naar de Úrvalsdeild.
De club heeft ook een vrouwenteam.

## Mannen

### Erelijst
- Landskampioen (27x)

Winnaar: 1912, 1919, 1926, 1927, 1928, 1929, 1931, 1932, 1934, 1941, 1948, 1949, 1950, 1952, 1955, 1959, 1961, 1963, 1965, 1968, 1999, 2000, 2002, 2003, 2011, 2013, 2019
- Beker van IJsland (12x)

Winnaar: 1960, 1962, 1963, 1964, 1966, 1967, 1994, 1995, 1999, 2008, 2011
Finalist: 1989, 1990
- Supercup (5x)

1969, 1996, 2003, 2012, 2014

### Eindklasseringen
- 2000 1e
Úrvalsdeild
- 2001 7e
Úrvalsdeild
- 2002 1e
Úrvalsdeild
- 2003 1e
Úrvalsdeild
- 2004 6e
Úrvalsdeild
- 2005 6e
Úrvalsdeild
- 2006 2e
Úrvalsdeild
- 2007 8e
Úrvalsdeild
- 2008 4e
Úrvalsdeild
- 2009 2e
Úrvalsdeild
- 2010 4e
Úrvalsdeild
- 2011 1e
Úrvalsdeild
- 2012 4e
Úrvalsdeild
- 2013 1e
Úrvalsdeild
- 2014 3e
Úrvalsdeild
- 2015 3e
Úrvalsdeild
- 2016 3e
Úrvalsdeild
- 2017 4e
Úrvalsdeild
- 2018 4e
Úrvalsdeild
- 2019 1e
Úrvalsdeild
- 2020 5e
Úrvalsdeild
- 2021 3e
Úrvalsdeild
- 2022 4e
Úrvalsdeild
- 2023 6e
Úrvalsdeild
- 2024 8e
Úrvalsdeild

- Úrvalsdeild

### In Europa
KR speelt sinds 1965 in diverse Europese competities. Hieronder staan de competities en in welke seizoenen de club deelnam:
- Champions League (7x)

2000/01, 2001/02, 2003/04, 2004/05, 2012/13, 2014/15, 2020/21
- Europacup I (3x)

1964/65, 1966/67, 1969/70
- Europacup II (5x)

1965/66, 1967/68, 1968/69, 1995/96, 1996/97
- Europa League (9x)

2009/10, 2010/11, 2011/12, 2013/14, 2015/16, 2016/17, 2017/18, 2019/20, 2020/21
- Conference League (1x)

2022/23
- UEFA Cup (6x)

1984/85, 1991/92, 1993/94, 1997/98, 1999/00, 2007/08
Bijzonderheden Europese competities:
| Bijzonderheid                 | Datum      | Tegenstander | Uitslag | Plaats    | Naam                | Aantal |
| ----------------------------- | ---------- | ------------ | ------- | --------- | ------------------- | ------ |
| Hoogste overwinning           | 07-07-2016 | Glenavon FC  | 6-0     | Lurgan    |                     |        |
| Hoogste nederlaag             | 06-09-1967 | Aberdeen FC  | 0-10    | Aberdeen  |                     |        |
| Hoogste nederlaag             | 17-09-1969 | Feyenoord    | 2-12    | Rotterdam |                     |        |
| Speler met meeste wedstrijden | 17-09-2020 |              |         |           | Óskar Örn Hauksson  | 35     |
| Speler met meeste doelpunten  | 18-07-2013 |              |         |           | Kjartan Finnbogason | 8      |

UEFA Club Ranking: 354 (04-08-2025)

### Bekende (oud-)spelers
- Rúnar Kristinsson
- Pétur Pétursson
- Sergio Ommel
- Eiður Guðjohnsen
- Albert Guðmundsson

## Vrouwen
Het eerste vrouwenelftal komt uit in de Úrvalsdeild kvenna op het hoogste niveau.

### Erelijst
- Landskampioen (6x)

Winnaar: 1993, 1997, 1998, 1999, 2002, 2003
- Beker van IJsland (3x)

Winnaar: 1999, 2002, 2003

### In Europa
| Seizoen | Competitie             | Ronde | Land                          | Club                | Uitslagen |
| ------- | ---------------------- | ----- | ----------------------------- | ------------------- | --------- |
| 2001/02 | UEFA Women's Cup       | 1e    | Vlag van Noorwegen            | Trondheims-Ørn SK   | 0-9       |
|         | toernooi in Trondheim  | 1e    | Vlag van België               | KSC Eendracht Aalst | 3-4       |
|         |                        | 1e    | Vlag van Wit-Rusland          | FC Bobruichanka     | 1-3       |
| 2003/04 | UEFA Women's Cup       | 1e    | Vlag van Servië en Montenegro | ZFK Niš             | 1-3       |
|         | toernooi in Kopenhagen | 1e    | Vlag van Denemarken           | Brøndby IF          | 0-1       |
|         |                        | 1e    | Vlag van Schotland            | Kilmarnock FC       | 5-1       |
| 2004/05 | UEFA Women's Cup       | 1e    | Vlag van Nederland            | Ter Leede           | 1-0       |
|         | toernooi in Novo mesto | 1e    | Vlag van Finland              | Malmin PS Helsinki  | 3-1       |
|         |                        | 1e    | Vlag van Slovenië             | ZNK Krka Novo Mesto | 1-2       |